# بوب براون (شاعر)
بوب براون (بالإنجليزية: Bob Brown)‏ هو شاعر أمريكي، ولد في 14 يونيو 1886 في أوك بارك في الولايات المتحدة، وتوفي في 7 أغسطس 1959 في نيويورك في الولايات المتحدة.